# ماندي محمد
عمر محمد (مواليد 23 فبراير 2000) هي لاعبة جمباز مصرية، مثّلت بلادها في الألعاب الأولمبية الصيفية 2020 في طوكيو.

## المشاركة الأولمبية

### طوكيو 2020
| مصر (EGY)  | مصر (EGY)                                                         | مصر (EGY) | مصر (EGY) | مصر (EGY) | مصر (EGY) | مصر (EGY) | مصر (EGY) | مصر (EGY) | مصر (EGY) | مصر (EGY) | مصر (EGY) | مصر (EGY) | مصر (EGY) |
| الرياضيّة   | الحدث                                                             | التصفيات  | التصفيات  | التصفيات  | التصفيات  | التصفيات  | التصفيات  | النهائي   | النهائي   | النهائي   | النهائي   | النهائي   | النهائي   |
| الرياضيّة   | الحدث                                                             | الوضع     | الوضع     | الوضع     | الوضع     | المجموع   | الترتيب   | الوضع     | الوضع     | الوضع     | الوضع     | المجموع   | الترتيب   |
| الرياضيّة   | الحدث                                                             | F         | V         | UB        | BB        | المجموع   | الترتيب   | F         | V         | UB        | BB        | المجموع   | الترتيب   |
| ---------- | ----------------------------------------------------------------- | --------- | --------- | --------- | --------- | --------- | --------- | --------- | --------- | --------- | --------- | --------- | --------- |
| ماندي محمد | الجمباز في الألعاب الأولمبية الصيفية 2020 – فردي فني شامل للسيدات | 13.233    | 11.033    | 11.200    | 12.833    | 48.866    | 67        | لم تتأهل  | لم تتأهل  | لم تتأهل  | لم تتأهل  | لم تتأهل  | لم تتأهل  |